# Cyclanthera
Cyclanthera là một chi thực vật có hoa trong họ Cucurbitaceae.

## Hình ảnh

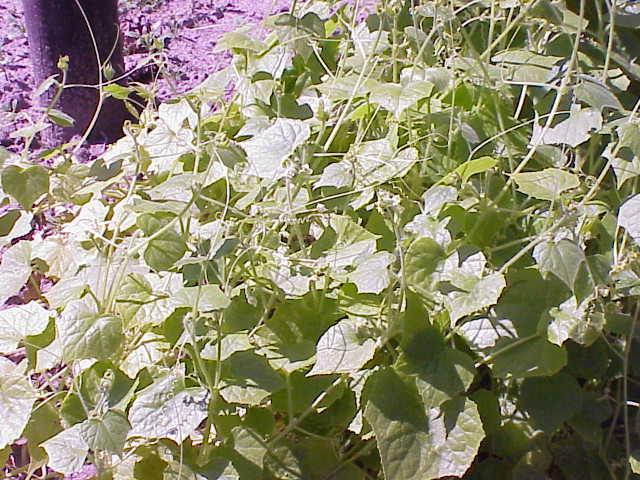
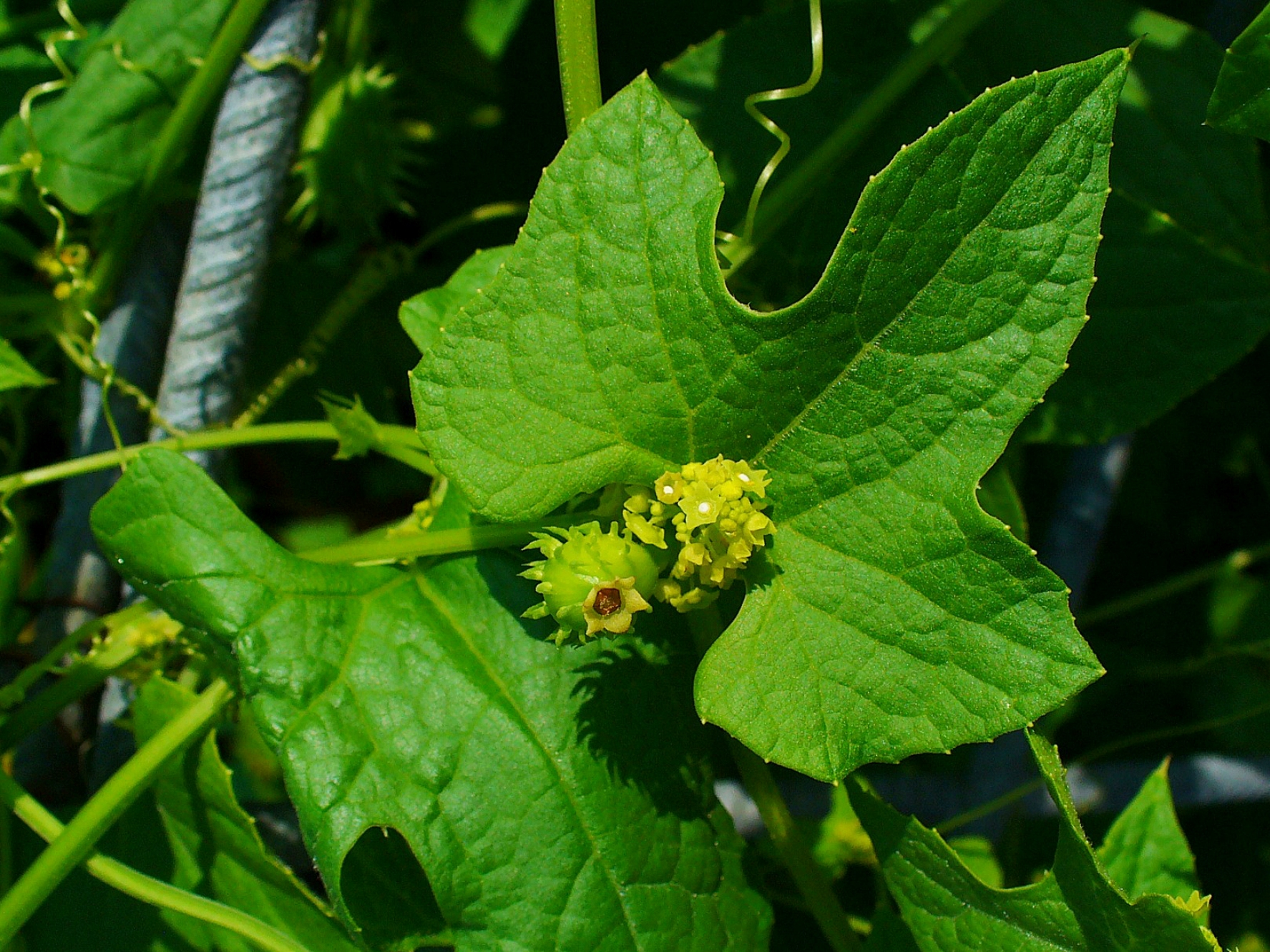
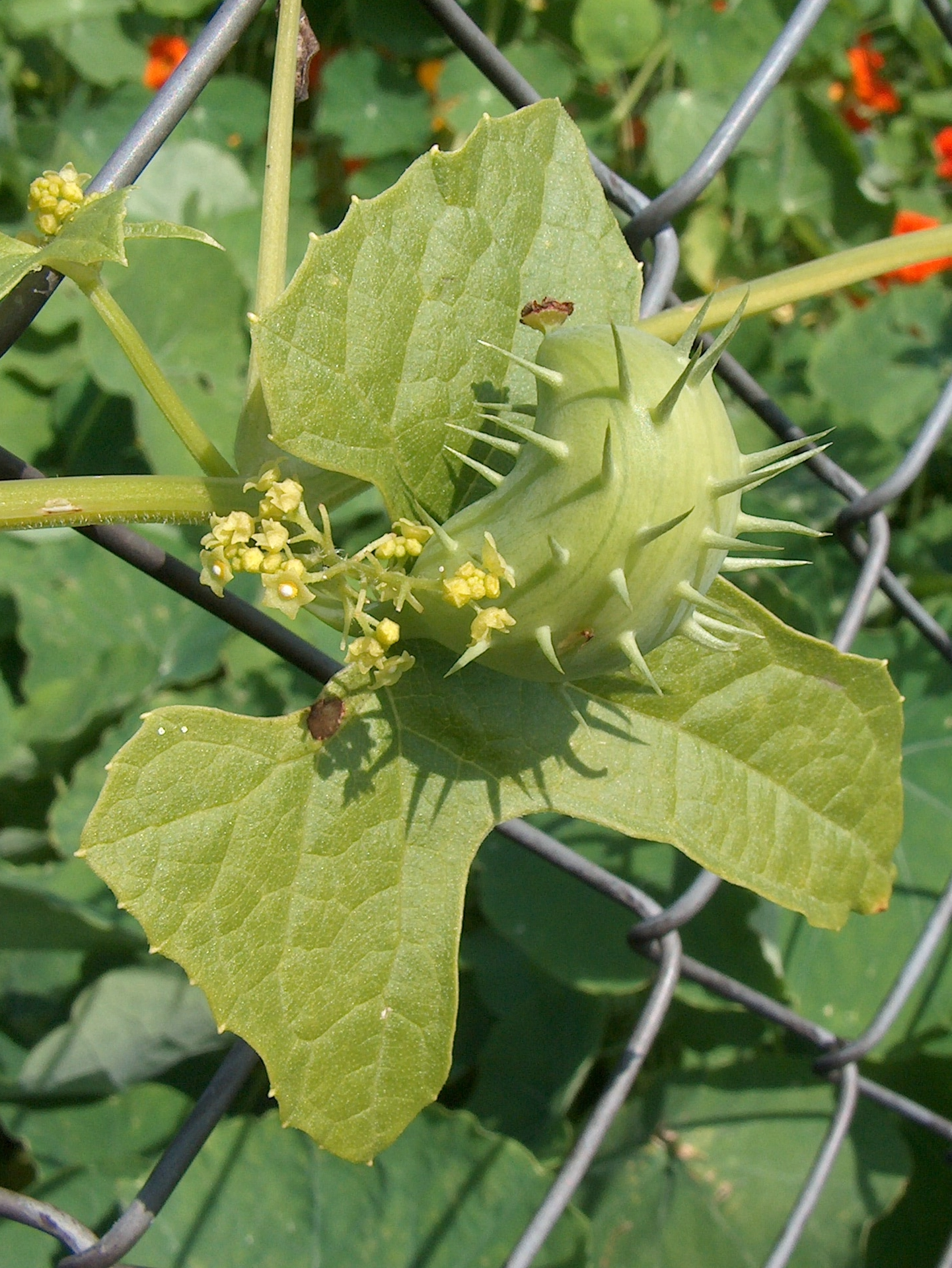

## Loài
Chi Cyclanthera gồm các loài: